# Grumini
Il Grumini è un fiume di 25 km che scorre nella provincia di Nuoro.

## Corso del fiume
Nasce a 893 m sul monte Medadu con il nome di Sas Baddes, che poi cambia in Grumini.
Infine sfocia nel Cedrino.